# 蕭友梅
蕭友梅（1884年1月7日—1940年12月31日），字思鶴，又字雪明，男，广东香山人，中国近代音乐教育家、作曲家，被誉为“中国近代音乐教育之父”，其也是中国历史上最早掌握西方古典音乐作曲手法，并进行创作的先驱人物。

## 生平
蕭友梅出生于广东香山县（即后来的中山县）石岐兴宁里的一个诗书之家，与孙中山算是同乡。他的父亲萧煜增是一名私塾老师，曾中过举人。最初父亲给他取的名字是乃学，取“乃学与仕”之意，后改为友梅。1889年，萧友梅一家移居澳门，萧友梅进入陈子褒的灌根草堂学习四书、算术、英文、日文。1892年左右，他们家开始和当时也在澳门的孙中山来往，孙萧二家本是世交，萧友梅对孙中山行世叔之礼。1899年，他前往广州的时敏学堂接受新式教育。
1901年（一说为1902年）至1909年间，他前往日本，就读于东京高等师范学校附中、东京音乐学校，后来又在东京帝国大学哲学科学习教育，选修钢琴和声乐。1906年，他在日本加入了同盟会，和廖仲恺、汪精卫等人有来往。在日本搜捕孙中山时，萧友梅将孙中山藏在了他位于东京的家中，时间长达一个多月。1910年3月和5月两次到北京保和殿参加留学生毕业殿试，成为“文科举人”，同年11月份前往山东、山西等地视察学务。后来辛亥革命爆发，孙中山成为大总统后，萧友梅也被委任为大总统府秘书员。
袁世凯上台后，萧友梅辞职，并在孙中山、蔡元培的帮助下于1912年前往德国莱比锡音乐学院、莱比锡大学、柏林大学学习音乐，1919年10月22日获博士学位，博士论文为《17世纪以前中国管弦乐队的历史的研究》，成为了中国第一个获外国大学博士学位的人。

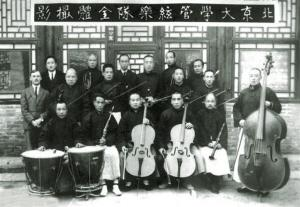
北京大学管弦乐队

1920年，萧友梅回国，9月获聘教育部编审员、北京高等师范附设实验小学主任，创办北京女子高等师范学校音乐体育专修科（1920）并先后任北大管弦乐队指挥（1922）、北京大学音乐传习所教务主任（1922）、北京国立艺术专门学校音乐系主任（1926）。1927年6月，中华民国教育部以“有伤社会风化”、“浪费国家钱财”为由停办北京所有国立院校的音乐专业，北大音乐传习所解散，萧友梅辞职，和蔡元培（当时也是北大音乐传习所所长）南下。

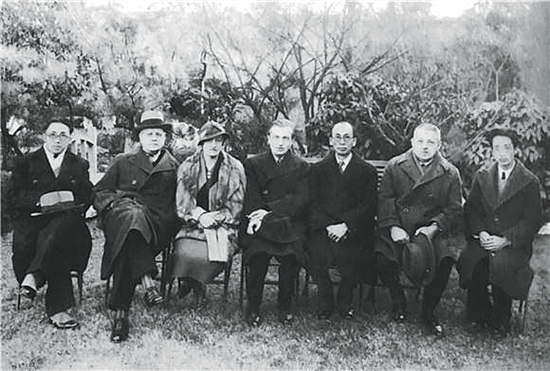
萧友梅（右三）和黄自（左一）、贺绿汀（右一）合影，1935年2月于国立音专

1927年末，在蔡元培的支持下，蕭友梅籌建中國第一所專業高等音樂教育機構，即國立音樂院，萧友梅任教务主任。音樂院改組為國立音樂專科學校后，他正式擔任校長，但1929年夏发生的学潮使得中华民国教育部于1929年7月25日下令国立音乐院临时停办、成立改组委员会。萧友梅因此在当月辞职，前往莫干山疗养。8月19日，他得到复聘。1931年7月，他写信给中华民国立法院院长邵元冲，要求回复学校的大学建制，之后又多次向教育部提出类似要求，但都没有被采纳。
他是抗日救亡歌咏运动的主要成员，九一八事变后写出《从军歌》，是中国最早的抗日救亡主题歌曲之一。此外，1931年9月23日下午萧友梅成立了国立音专抗日救国会，和黄自一起带着师生到浦东、松江为抗日义勇军募捐，募得1089元，并汇给了马占山。
抗战期间，萧友梅多方奔走，试图将学校迁往内地以避战火，但没有成功。为了避免遭到日军迫害，他改名萧思鹤继续授课。1940年，汪精卫试图请他担任教育部部长，但遭到拒绝。同年12月31日，萧友梅因结核菌侵入肾脏，病逝于上海，数日后中央社发布讣告：
|  | 国立音乐专科学校校长萧友梅近在沪病逝。萧氏早年受知于国父，加入同盟会。30年来教授音乐，诲人不倦。抗战军兴，国立音专毁于炮火，奉教部命在沪继续兴办，虽环境艰苦，萧氏迄未稍息。近日敌伪在沪横行，环境日恶，忧劳成疾，终致不起。萧氏身后萧条，几无以为葬。该校师生，将请求中央与教育部，优以抚恤。 |

他死后葬于万国公墓（今中华人民共和国名誉主席宋庆龄陵园），墓碑上题“国立音乐专科学校校长萧友梅博士之墓”，碑文由叶恭绰撰写。司徒乔曾打算给萧友梅画像，但因病去世。1982年11月27日，上海音乐学院成立60周年纪念日上萧友梅青铜像落成，雕塑家为刘开渠。

## 作品
蕭友梅是中國近現代歷史上最早掌握西方作曲手法，並進行創作的作曲家之一。他的作品包括100多首歌曲，收于《今樂初集》、《新樂初集》等；还包括鋼琴曲、管絃樂曲、大提琴、弦樂四重奏、合唱曲等。此外他也是中華民國北洋政府國歌《卿雲歌》的作曲人。
编有《風琴教科書》(1924)、《鋼琴教科書》(1925)、《小提琴教科書》(1927)、《和聲學》(1927)、《普通樂學》(1928)等多部教材。除此之外，還發表了超過50篇音樂論文。著名作曲家、音乐教育家林聲翕曾跟從他學習和聲。
萧友梅还为国内多所大学的校歌谱曲，包括《北洋大學校歌》(1935)、《交通大學校歌》(年份待考)、《安徽大學校歌》(1933年)。

## 墓地
1940年12月31日萧友梅因为肺病在上海去世，由“國立音樂專科學校”集资将其安葬在万国公墓。20世纪五十年代发布迁坟公告，由于萧友梅亲属未看到公告，致使萧友梅墓地、墓碑（叶恭绰题写）遭夷平消失。2006年经过有关单位请示统战部，于2007年在北京香山脚下公主坟村萧友梅家族墓地建立了萧友梅衣冠冢和纪念碑，以供人们瞻仰凭吊。

## 家庭
萧友梅在48岁时才结婚，51岁时得子萧勤，其名来自“民生在勤”、“业精于勤荒于嬉”。蕭友梅生母，有二子一女，蕭友梅為次子。蕭友梅父另有娶妾，生了15個小孩，惟妾氏所生男童皆夭折，蕭友梅長兄於其父過逝世，照顧所有未嫁妹妹，其中包括七妹蕭德華 ，後嫁給王世杰。

## 评价
丁善德稱：“萧友梅先生颇有德意志民族固有的严谨作风。”他当校长的时候，董竹君的女儿夏国琼因违反校规而被开除学籍，董竹君找到蔡元培代为求情，但被萧友梅拒绝。
萧友梅任校长时十分清廉。学校欠发薪水时，他先将工资发给别的教职工，而不领自己的工资。
萧友梅任校长时的1929年夏发生了学潮。当时学校在暑假加收住宿、水电、练琴费等共计八元。而此时南京政府的《专科学校组织法》使得國立音樂院降格为音乐专科学校。师生之中有不满情绪，因此前往南京请愿。洪潘、蒋风之、陈振铎、冼星海等參與學潮。其中，洪潘宣稱萧友梅是一个“典型的资产阶级音乐教育家”，認爲萧友梅的思想是“你有钱就来学音乐，没有钱就不要来学音乐”，要求开除萧友梅。後來，学校锁琴房、断水电，對煽動、參與學潮的师生停发录取、录用通知书，其中就包括冼星海和陈振铎。
廖辅叔回忆道：“学潮平息之后，有一个参与闹事的积极分子曾经对人说，那位插手学潮的老师给他打包票，事成之后，送他出国留学”，顯示煽動、參與學潮的師生動機複雜。
熊乐忱稱：“我与星海都是萧友梅先生的两度学生，萧先生为星海安排工作，解决困难……那次学潮，从感情上来说是不幸的事件，无怪萧先生（特别是对星海）十分伤心……1929年他要收暑假留校同学的费用，并采取不明智的手段是缺乏考虑的。但为人不可能无过错，谁也不能保证没有一点缺点错误，我们不能因此否定或降低萧先生对我国音乐教育事业的伟大功绩。他为我国音乐教育事业奠定基础，培养出大批音乐人才，谁也不否认的。”
聂耳曾公開敵對、批評萧友梅。一说这是因为聂耳在1934年报考国立音专时被校方以“曾在明月歌剧社奏乐”、录取他有损学校声誉的理由拒绝。此说缺少證據支持。1935年6月3日，聂耳在日本东京中华青年会馆举办的第五次艺术界晚餐会做了一次名为《最近中国音乐界的总检讨》的讲演，宣稱：“中国乐坛可以分为三个阵营：一个是代表中国的封建意识的保守的音乐家群，受政府豢养的学院派，如国立音乐院的萧友梅等便是他们的代表。他们的工作，是死命制作古典的歌曲，供政府及一些学校采用……作品内容枯燥，结果除供政府御用之外，一点也得不着大众的欢迎。”